# هاميلتون ويست
هاميلتون ويست (بالإسبانية: Hamilton West)‏ هو لاعب كرة قدم نيكاراغوي، ولد في 16 أكتوبر 1977 في ماناغوا في نيكاراغوا. شارك مع منتخب نيكاراغوا لكرة القدم. أما مع النوادي، فقد لعب مع Parmalat FC ‏.

## وصلات خارجية
- هاميلتون ويست على موقع الاتحاد الدولي (مؤرشف)  (الإنجليزية)
- هاميلتون ويست على موقع قاعدة بيانات كرة القدم.إي يو (الإنجليزية)
- هاميلتون ويست على موقع ناشيونال فوتبول تيمز (الإنجليزية)